# يعقوب فراي، الابن
يعقوب فراي، الابن (بالإنجليزية: Jacob Fry, Jr.)‏ (و. 1802 – 1866 م) هو سياسي من الولايات المتحدة الأمريكية .
وهو عضو في الحزب الديمقراطي الأمريكي .